# 新界區專線小巴37線
新界區專線小巴37線，由財記專線小巴營辦，來往元朗福康街及攸潭美（村公所），主要服務元朗新田南部牛潭尾、圍仔村、攸潭尾新村一帶的居民。
走線相若的新界區專線小巴38線之「攸潭美」總站則設於攸潭美西近何氏農場舊址，營辦商特別在兩條路線的牌布加以識別，此路線特別註明「經：圍仔村」。
此路線設有2項早上特別班次，分別由圍仔村（攸美山莊）開往元朗市及元朗市往來牛潭尾南（躉頭），方便該處的居民前往元朗市。

## 歷史
- 1984年8月：37線投入服務，當時元朗市的總站位於壽富街（福康街小巴總站旁）。
- 1987年12月：元朗總站配合福康街小巴總站啟用而遷往該處。
- 2003年12月16日：往攸潭美（村公所）方向繞經元朗站。[1]
- 2015年9月13日：往元朗市方向，於每日16:00-19:00改經元朗安樂路及大橋路往元朗安寧路，不經元朗大馬路及擊壤路。初時試行3個月，[2]後改為永久實行。[3]
- 2015年10月11日：因應居民要求[4]，本線增設22:30由元朗市開出，經元朗公路而不經青山公路－潭尾段的晚間特別班次，試辦三個月。[5]
- 2016年8月21日：往元朗市方向，改經元朗安樂路及大橋路往元朗安寧路的時段延長為16:00-20:00；同時調整由元朗市開出最末三班車的開車時間。[6]

## 服務時間及班次
| 元朗（福康街）開 | 元朗（福康街）開 | 元朗（福康街）開 | 攸潭美村公所開 | 攸潭美村公所開 | 攸潭美村公所開 |
| 日期             | 服務時間         | 班次（分鐘）     | 日期           | 服務時間       | 班次（分鐘）   |
| ---------------- | ---------------- | ---------------- | -------------- | -------------- | -------------- |
| 每日             | 05:45-09:45      | 12               | 每日           | 05:45-09:45    | 12             |
| 每日             | 09:45-15:45      | 20-25            | 每日           | 09:45-16:00    | 15             |
| 每日             | 15:45-19:45      | 15-20            | 每日           | 16:00-20:00    | 12             |
| 每日             | 19:45-21:00      | 30               | 每日           | 20:00-21:15    | 15             |
| 每日             | 21:25、22:00     | 21:25、22:00     | 每日           | 21:45、22:20   | 21:45、22:20   |

特快班次（經新田公路）
- 每日元朗（福康街）開：22:35
- 每日攸潭美開：22:55

特別班次（圍仔村（攸美山莊）→元朗（福康街））
- 星期一至五：07:30、07:50、08:10、08:30

特別班次（元朗（福康街）↺攸潭美南（躉頭））
- 每日元朗（福康街）開：09:40-12:10（50分鐘一班）

## 收費
- 全程收費：$7.9
  - 元朗來往逢吉鄉：$5.7
  - 元朗來往壆圍：$6.3
  - 元朗來往圍仔村：$7.3
  - 元朗東成里路來往壆圍：$5.3
  - 元朗東成里路來往攸潭尾：$6.8
  - 逢吉鄉來往圍仔村：$5.7
  - 逢吉鄉來往攸潭尾：$6.3
  - 壆圍來往攸潭尾：$5.7
  - 馬公亭來往攸潭尾：$3.7
  - 圍仔村來往攸潭尾：$3.4

| - 此路線大小同價。 - 65歲或以上長者使用長者或個人八達通（包括「樂悠咭」），合資格殘疾人士使用「殘疾人士身份」個人八達通，以及60至64歲香港居民使用「樂悠咭」繳付車資，均可享有每程劃一$2.0的政府長者及合資格殘疾人士公共交通票價優惠計劃。 - 乘客可以現金或八達通卡於上車時付款，不設找贖。 - 繳付車資前請向司機揚聲，否則需付全費。 - 往返攸潭美南（躉頭）之額外收費：$0.5（即全程收費$8.4） |

## 行車路線
- 往攸潭美方向，途經：壽富街、同樂街、福德街、福康街、青山公路－元朗段、朗日路、青山公路－元朗段、青山公路－潭尾段/元朗公路、新田公路、錦繡交匯處、新潭路、牛潭尾路及攸潭美村通道。

22:35由元朗市開出的班次改經深藍色路段而不經桃紅色路段。
- 往元朗市方向，途經：攸潭美村通道、牛潭尾路、新潭路、[新田公路、元朗公路]/青山公路－潭尾段、青山公路－元朗段、擊壤路/元朗安樂路、大橋路、元朗安寧路、同樂街及福德街。

22:55由攸潭美開出的班次改經深藍色路段而不經桃紅色路段。
每日16:00-20:00改經綠字路段往元朗安寧路，不經藍字路段。